# Landschaftsschutzgebiet Platte

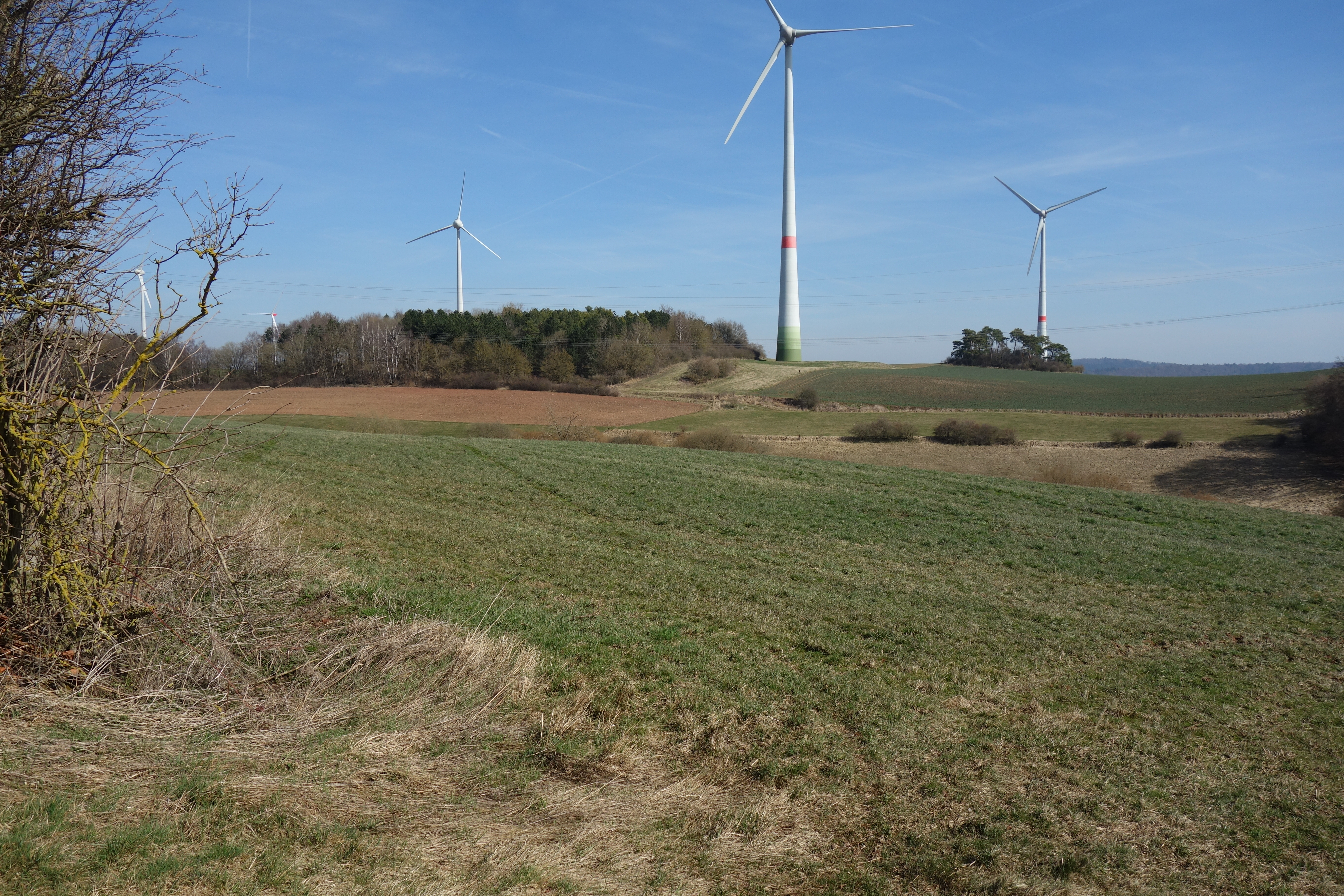
Landschaftsschutzgebiet Platte westlich Naturschutzgebiet Hummelgrund

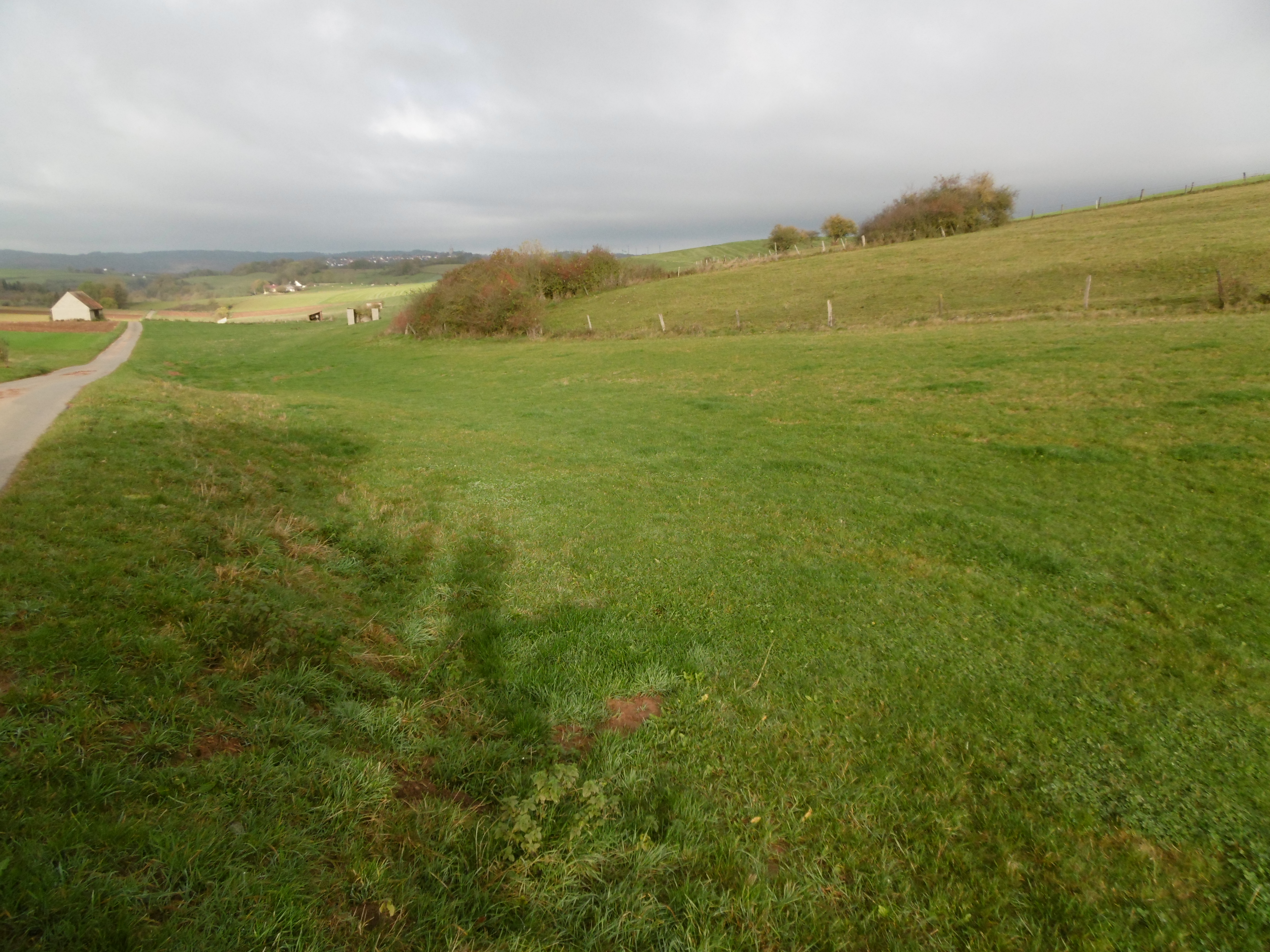
Westteil vom Landschaftsschutzgebiet Platte

Das Landschaftsschutzgebiet Platte ein 82,2 ha großes Landschaftsschutzgebiet (LSG) südlich von Erlinghausen im Stadtgebiet von Marsberg. Das Gebiet wurde 2008 mit dem Landschaftsplan Marsberg durch den Kreistag des Hochsauerlandkreises ausgewiesen. Im Westen grenzt das Naturschutzgebiet Hasental / Kregenberg und im Osten das Naturschutzgebiet Hummelgrund an. Es dient Verbindungselement zwischen diesen hoch wertvollen Schutzgebieten. Im Süden grenzt direkt das Landschaftsschutzgebiet Echelpohlen vom Typ B an. Im Norden grenzt das Landschaftsschutzgebiet Freiflächen um Erlinghausen / Auf der Sandkuhle vom Typ B an. Am Südrand liegt das Naturdenkmal Schwalgloch Platte, für das dieses LSG eine Pufferzone haben soll.

## Beschreibung
Im Landschaftsschutzgebiet Platte liegt um die flachen Kuppe der Platte und östlich und westlich in eiszeitliche aus Zechsteinkalken erodierte Trockentäler zieht. Das LSG geht vom Naturschutzgebiet Hasental / Kregenberg in Westen bis zum Naturschutzgebiet Hummelgrund Osten. Im LSG befindet sich fast nur Grünland. Das Grünland im Westen wird als Weide mit Rindern und im Osten meist als Mähwiese genutzt. Im LSG befinden sich verschiedene Magerrasenreste. Auch sechs kleine Fichtenaufforstungen Kuppe der Platte liegen im LSG. Einzelne Flächen werden als Acker genutzt.

## Rechtliche Rahmen
Das Landschaftsschutzgebiet Platte wurde als eines von 30 Landschaftsplangebieten vom Typ C, Wiesentäler und ornithologisch bedeutsames Offenland, ausgewiesen. Im Landschaftsplangebiet Marsberg gibt es auch drei Landschaftsschutzgebiete vom LSG Typ A, Allgemeiner Landschaftsschutz, wo unter anderem das Errichten von Bauten verboten ist. Ferner 17 Landschaftsschutzgebiete vom LSG Typ B, Ortsrandlagen und Landschaftscharakter, wo zusätzlich Erstaufforstungen und auch die Neuanlage von Weihnachtsbaumkulturen, Schmuckreisig- und Baumschulkulturen verboten sind. Wie in den anderen 29 Landschaftsschutzgebieten vom Typ C im Landschaftsplangebiet Marsberg besteht im LSG Landschaftsschutzgebiet Platte zusätzlich ein Umwandlungsverbot von Grünland und Grünlandbrachen in Acker oder andere Nutzungsformen. Eine maximal zweijährige Ackernutzung innerhalb von zwölf Jahren ist erlaubt, falls damit die Erneuerung der Grasnarbe vorbereitet wird. Dies gilt als erweiterter Pflegeumbruch. Beim erweiterten Pflegeumbruch muss ein Mindestabstand von 5 m vom Mittelwasserbett eingehalten werden.

## Schutzzweck
Die Ausweisung erfolgte zur Erhaltung, Ergänzung und Optimierung eines Grünlandbiotop-Verbundsystems in den Talauen und den Magergrünland-Gesellschaften in den Naturschutzgebieten, damit Tiere und Pflanzen Wanderungs- und Ausbreitungsmöglichkeiten behalten, und dem Erhalt der Vorkommen geschützter Vogelarten sowie dem Schutz artenreicher Pflanzengesellschaften.

## Entwicklungs- und Pflegemaßnahmen

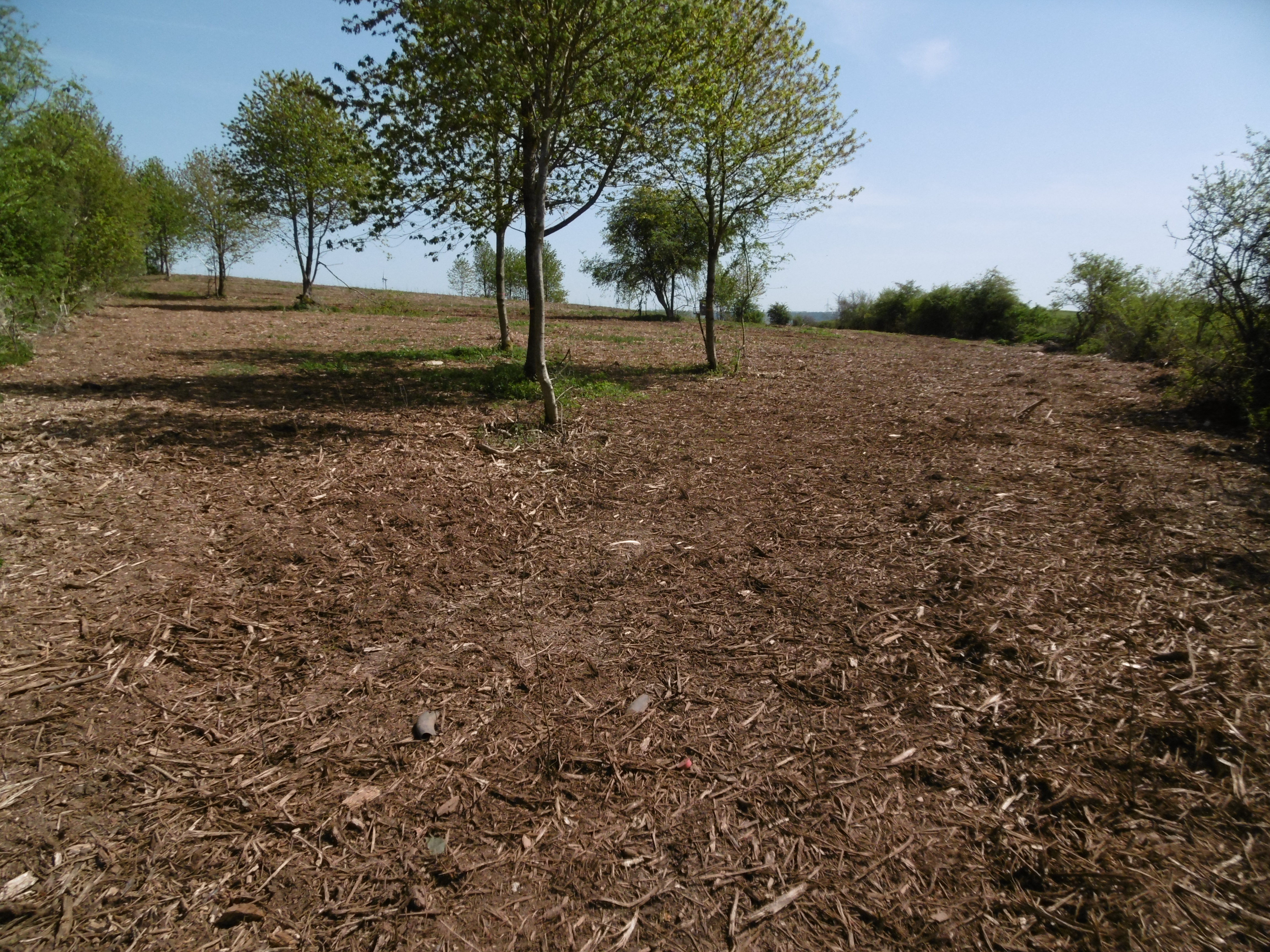
Nördliche Fichtenaufforstung nach Räumung und Mulchung

Der Landschaftsplan führt als Entwicklungs- und Pflegemaßnahmen auf, dass sechs kleine Fichtenaufforstungen mit 2,52 ha Flächengröße unter Beibehaltung und Ergänzung vorhandener Laubholzhecken zu entfernen sind. Die Flächen sollen dann einer extensiven Grünlandnutzung zugeführt werden. Grund ist, dass diese Fichtenparzellen den angestrebten Biotopverbund zwischen den wertvollen Magerrasen im Naturschutzgebiet Hummelgrund und Naturschutzgebiet Hasental / Kregenberg stören bzw. unterbrechen.
der Landschaftsplan führt zur Entwicklung aus: „Darüber hinaus kann es langfristig – auch begünstigt durch die vorhandenen, tlw. als landschaftsrechtliche Kompensationsmaßnahmen angelegten Hecken und Feldgehölze – als Brut- und Nahrungsraum für etliche Tierarten des gehölzstrukturierten Grünlandes dienen und unterbricht im Landschaftsbild die großflächigen, weniger strukturierten Ackerbaubereiche nördlich und südlich der Festsetzung.“